# Gensingen
Gensingen è un comune tedesco di 3.667 abitanti della Renania-Palatinato.
Appartiene al circondario (Landkreis) di Magonza-Bingen (targa MZ) ed è parte della comunità amministrativa (Verbandsgemeinde) di Sprendlingen-Gensingen.
Il territorio comunale è bagnato dalle acque del fiume Nahe, affluente diretto del Reno.